# El padre Antonio y el monaguillo Andrés
El padre Antonio y el monaguillo Andrés es una canción del cantautor panameño de salsa Rubén Blades, interpretada junto a su orquesta de apoyo, Seis del Solar. La canción forma parte del álbum Buscando América de 1984.
El tema está basado en hechos reales, específicamente en la obra y muerte del sacerdote católico Óscar Arnulfo Romero, arzobispo de San Salvador que murió asesinado por paramilitares en 1980, a causa de la oposición del clérigo a la violencia contra la población civil, en el marco del conflicto armado de El Salvador.

## Letra
La canción narra la historia del sacerdote español Antonio Tejeira, quien luego de trabajar en el Vaticano, y siguiendo instrucciones de sus superiores, llegó a un país selvático desconocido, que por las características de la canción es un país de Centro o Latinoamérica, convirtiéndose sin esperarlo, en obispo de la región. 

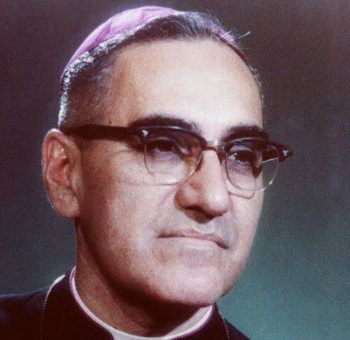
Arzobispo Óscar Romero, a quien se menciona explícitamente en el puente de la canción.

En este lugar, donde Antonio acostumbra a predicar su sermón condenando la violencia, es acompañado por el niño Andrés Eloy Pérez, de diez años, a quien le gusta jugar fútbol y quien se convierte en su monaguillo, lo que despierta la alegría en su familia por la creencia católica que tener un hijo al servicio de Dios, representa una bendición para su hogar. 
De manera trágica, ambos son asesinados por un desconocido mientras el sacerdote oficiaba la comunión durante un día domingo. La canción implica que el padre murió por su defensa a la población civil y sus sermones altamente polémicos. En el puente de la canción, Blades menciona específicamente la frase: "Suena la campana / por un cura bueno / suena la campana / Arnulfo Romero" lo que se ha identificado como una dedicatoria al arzobispo de San Salvador, Óscar Arnulfo Romero, quien fue asesinado el domingo 24 de marzo de 1980, mientras oficiaba una eucaristía en la catedral.
La última sección de la canción es un conjunto de pregones de Blades por la paz en Latinoamérica y elogios varios a los movimientos sociales, que por el contexto de la época refieren a El Salvador, Guatemala, Nicaragua y Honduras.
Respecto a su contenido, se tienen estas opiniones:
- Diario Co Latino:

Como obra de arte testimonial, recrea una escena que no es nueva en América Latina y nos lleva desde el ejemplo de Camilo Torres en Colombia, hasta monseñor Juan Gerardi en Guatemala. El cura en mención bien pudiera ser colombiano, brasileño o guatemalteco. Blades hace, en la parte del pregón una alusión directa a “Monseñor”, sellando con ello el mensaje sobre el “Obispo Mártir”.
De acuerdo con Juan Carlos Berríos, director del coro de la Universidad Centroamericana José Simeón Cañas (UCA), el pregón es una parte fundamental en este tipo de canción; sin él, el tema estaría incompleto ya que sería solamente un canto de denuncia o lamento, el pregón termina de redondear la canción convirtiéndola en un canto de alegría (“suenan las campanas”), de esperanza (“el mundo va a cambiar”), de solidaridad (“por mi tierra hermana”) y de celebración (“por su libertad”).
Paulino Espinoza.

- WEA:

...una de las canciones más emotivas...una canción para reírla y llorarla y bailarla y sentirla como pocas.